# Ростег
Ростег (фр. Rosteig) — коммуна на северо-востоке Франции в регионе Гранд-Эст (бывший Эльзас — Шампань — Арденны — Лотарингия), департамент Нижний Рейн, округ Саверн, кантон Ингвиллер. До марта 2015 года коммуна административно входила в состав упразднённого кантона Ла-Птит-Пьер (округ Саверн).
Площадь коммуны — 7,69 км², население — 569 человек (2006) с тенденцией к стабилизации: 585 человек (2013), плотность населения — 76,1 чел/км².

## Население
Население коммуны в 2011 году составляло 593 человека, в 2012 году — 590 человек, а в 2013-м — 585 человек.
| 1962 | 1968 | 1975 | 1982 | 1990 | 1999 | 2006 | 2008 | 2011 | 2012 | 2013 |
| ---- | ---- | ---- | ---- | ---- | ---- | ---- | ---- | ---- | ---- | ---- |
| 717  | 677  | 672  | 621  | 616  | 566  | 569  | 567  | 593  | 590  | 585  |

Динамика населения:

## Экономика
В 2010 году из 386 человек трудоспособного возраста (от 15 до 64 лет) 261 были экономически активными, 125 — неактивными (показатель активности 67,6 %, в 1999 году — 66,8 %). Из 261 активных трудоспособных жителей работали 234 человека (131 мужчина и 103 женщины), 27 числились безработными (11 мужчин и 16 женщин). Среди 125 трудоспособных неактивных граждан 27 были учениками либо студентами, 44 — пенсионерами, а ещё 54 — были неактивны в силу других причин.